# The Long and Winding Road
Vous lisez un « article de qualité » labellisé en 2020.
Singles de The Beatles
Let It Be / You Know My Name (Look Up the Number)
(1970)
Pistes de Let It Be… Naked
For You Blue Two of Us
Pistes de Let It Be
One After 909 For You Blue
The Long and Winding Road est une chanson des Beatles, écrite et composée par Paul McCartney, bien que signée Lennon/McCartney. Parue initialement sur l'album Let It Be sous le label Apple, c'est le dernier single américain du groupe, son vingtième et ultime n°1 au Billboard Hot 100 en juin 1970. 
Son écriture débute en 1968, lorsque McCartney se repose en Écosse, exaspéré par les tensions qui règnent durant la réalisation de l'Album blanc. Le bassiste des Beatles se sert des souvenirs heureux du groupe, et s'inspire du sentiment de nostalgie qui en ressort pour concevoir la chanson. The Long and Winding Road fait partie de la liste de morceaux du « projet Get Back », dont le concept pour le groupe est d'enregistrer dans des conditions live en étant filmés par une équipe de télévision. Cependant, les tensions renaissent sous l’œil des caméras durant sa réalisation en janvier 1969, conduisant même au départ temporaire de George Harrison.
Dans sa version initiale, enregistrée en direct dans le studio Apple des Beatles les 26 et 31 janvier 1969, la chanson est une ballade lente chantée et jouée au piano par Paul McCartney, avec George Harrison à la guitare, Ringo Starr à la batterie, Billy Preston aux claviers, et exceptionnellement John Lennon à la basse. Cependant, insatisfait du résultat de toutes ces séances, le groupe décide de se concentrer sur l'enregistrement d'un dernier projet qui deviendra Abbey Road, et les bandes des séances de janvier 1969 restent au placard pour plus d'an. Finalement, alors que John Lennon a quitté la formation, le nouveau manager des Beatles, Allen Klein confie les enregistrements inexploités, dont celui de The Long and Winding Road à Phil Spector, producteur américain connu pour sa technique de « mur de son ». Le 1er avril 1970, il post-produit la chanson au sein des studios Abbey Road, en y ajoutant un arrangement interprété par un orchestre de trente-huit musiciens, comprenant chœurs féminins, cordes et cuivres, provoquant la colère de McCartney, qui n'a pas été consulté. Malgré les vives protestations de ce dernier, The Long and Winding Road parait sous cette forme sur l'album Let It Be le 8 mai 1970, après l'annonce officielle de la séparation du groupe. Paul McCartney utilise le traitement de sa chanson comme une des six raisons du procès qu'il intente à ses trois camarades en décembre 1970 dans le but d'obtenir la dissolution juridique des Beatles. 
Sortie en single exclusivement en Amérique du Nord le 11 mai 1970, The Long and Winding Road se hisse à la première place du hit-parade aux États-Unis durant deux semaines. Le titre bénéficie par ailleurs de nombreuses reprises par divers artistes et figure sur les compilations The Beatles 1967–1970, 1, et dans une version alternative sur Anthology 3. En 2003, sous l'impulsion de Paul McCartney, Apple publie l'album Let It Be… Naked, qui propose The Long and Winding Road telle qu'enregistrée au départ et débarrassée des ajouts de Phil Spector.

## Genèse

### Contexte
En mai 1968, après le séjour des Beatles en Inde, John Lennon se sépare de sa femme Cynthia Lennon. Alors que les Beatles préparent l'enregistrement d'un nouvel album aux Studios Abbey Road en mai 1968, Lennon invite sa nouvelle compagne Yoko Ono, rencontrée deux ans plus tôt, à assister aux séances d'enregistrement, littéralement installée à ses côtés au milieu des musiciens. Or, depuis la formation du groupe, aucune femme ou compagne n'est admise aux répétitions. L'enregistrement est particulièrement difficile pour Paul McCartney, George Harrison et Ringo Starr, ces derniers n'entretenant pas de bons rapports avec Ono. Outre sa mésentente avec les trois musiciens, la compagne de Lennon, que celui-ci désire inclure dans le processus de création artistique du groupe, se permet d'émettre commentaires et critiques lors des séances de travail, ce qui agace les équipes techniques des studios et accentue l'ambiance délétère des répétitions. Malgré le succès commercial de l'« Album blanc », paru en novembre 1968, les Beatles doivent poursuivre leur collaboration dans un contexte particulièrement difficile. De plus, leur contrat avec United Artists stipule aussi que le groupe doit un film à la maison de production, alors que les membres ne trouvent plus de source de motivation pour jouer la comédie ensemble.
Malgré cette période laborieuse et imprévisible, Paul McCartney parvient à s'investir dans un nouveau projet pour le groupe, qui remplirait également le contrat qui les lie à United Artists. Il propose un album live, filmé par une équipe de tournage, sans avoir recours au mode de production sophistiqué qui a prévalu jusque là, à travers de nombreux overdubs et techniques de studio utilisées pour masquer les imperfections. McCartney espère, d'une part, restaurer la cohésion entre les membres du groupe avec ce qui a fait leur succès. D'autre part, il entend montrer que les Beatles sont imparfaits et que certaines erreurs doivent donc être conservées. L'idée plaît particulièrement à John Lennon, qui n'hésite pas à plaisanter sur la tenue du concert « sur la lune ». L'idée est émise de filmer les répétitions pour aboutir à un concert retransmis en mondovision, à l'image de ce qui a été réalisé en juin 1967 et la chanson All You Need Is Love.

### Écriture et composition

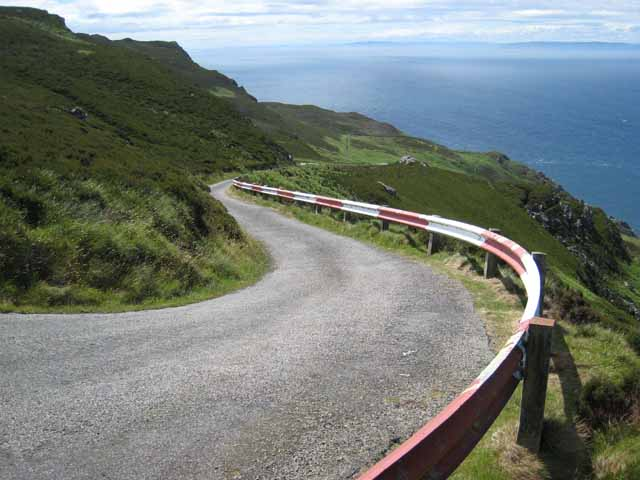
La route du phare, une des nombreuses routes sinueuses de la région du Mull of Kintyre qui a inspiré Paul McCartney.

En juin 1966, Paul McCartney achète une ferme en Écosse, près de Campbeltown. C'est lors d'une de ses premières visites sur place que le titre de la chanson lui vient à l'esprit. La route en question est la B 842, régulièrement battue par la pluie et le vent, et relie sa demeure à la ville de Campbeltown. La vision de cette route « s'étirant vers les collines » et surplombant les Highlands l'influence également dans le choix du titre. McCartney commence l'écriture de The Long and Winding Road en 1968, alors qu'il se trouve dans sa propriété. Le bassiste souhaite exprimer son sentiment d'abandon et sa nostalgie des années à succès des Beatles, au moment où les tensions entre les quatre membres du groupe sont vives.
Lors de l'écriture, il évoque la voix de Ray Charles qui lui traverse l'esprit, et l'influence dans la composition des accords. McCartney reconnaît toutefois que la musique de la ballade ne colle pas forcément à celle du célèbre chanteur de jazz, mais le fait d'imaginer Charles l'interpréter d'une façon précise a apporté les subtilités nécessaires à sa composition. Le musicien admet « avoir commencé à jouer sa chanson au piano dans sa ferme et imaginer une personne comme Ray Charles interpréter la chanson » et ajoute qu'il « a toujours apprécié le calme et la beauté de l'Écosse, et que cela a porté ses fruits pour trouver l'inspiration ».
Après avoir laissé un temps la chanson de côté, McCartney ébauche une première démo de The Long and Winding Road le 19 septembre 1968 lors des séances d'enregistrement de l'« Album blanc ». La tension entre les Beatles est alors à son comble. En janvier 1969, la chanson n'est pas encore terminée, alors que le groupe s'apprête à investir les Twickenham Film Studios. McCartney ne dispose en effet que des paroles du premier couplet.

### Enregistrement

#### Twickenham Film Studios

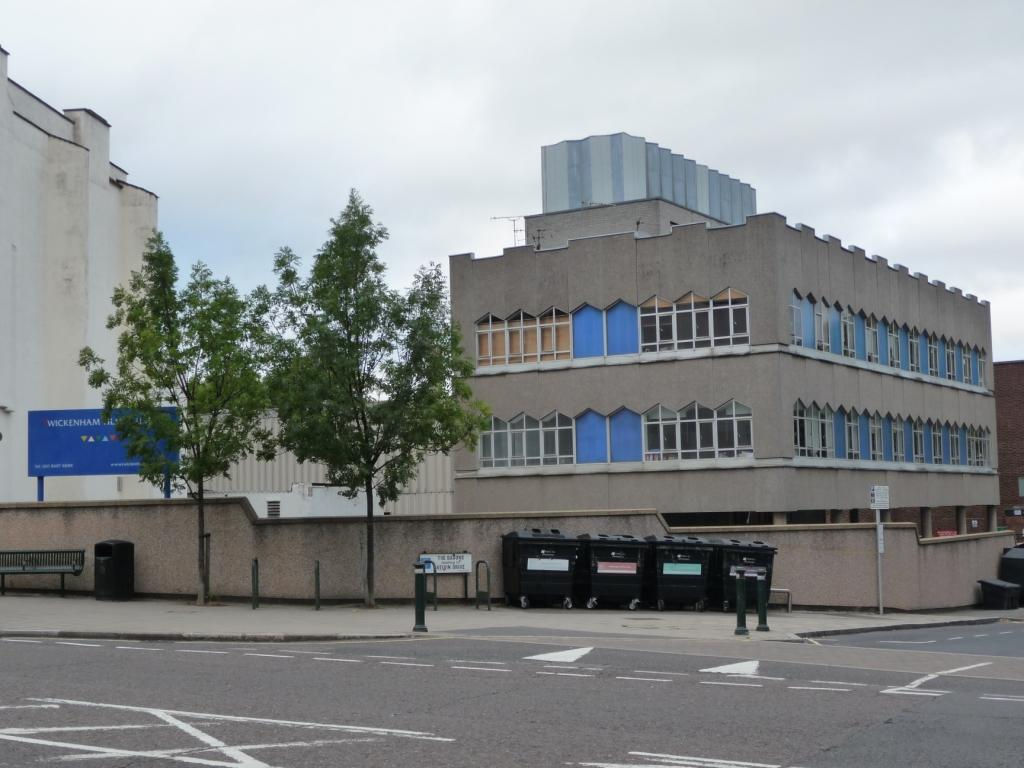
Les répétitions aux Twickenham Film Studios s'avèrent difficiles pour le groupe.

Le 2 janvier 1969, les Beatles se retrouvent aux Twickenham Film Studios pour commencer les séances d'enregistrement de ce qui deviendra l'album Let It Be. Alors que le groupe a pris l'habitude de répéter en fin d'après-midi, la production impose une présence dans les studios dès dix heures du matin. Le groupe commence les séances de répétitions, en travaillant sur une multitude de titres, dont The Long and Winding Road. « C'était impossible de faire de la musique à huit heures, ou à dix heures du matin, peu importe, dans cet endroit bizarre, avec ces gens qui vous filmaient et vous balançaient des spots de couleur dans la figure », déclare John Lennon.
Le 3 janvier 1969, Paul McCartney joue un premier passage au piano de The Long and Winding Road. Il récidive le 7 janvier 1969, en y ajoutant les premières paroles de la chanson. Deux jours plus tard, Paul McCartney affine les textes du second couplet et du pont, aidé par Mal Evans et Ringo Starr. Le tournage prend une tournure désastreuse les jours suivants : alors que John Lennon se désintéresse de plus en plus du groupe et décrit les séances comme « les plus misérables... de la Terre », Paul McCartney fait preuve d'une attitude dirigiste envers ses collègues. En effet, la mort de Brian Epstein, le manager du groupe, emporté par une overdose accidentelle de barbituriques en août 1967, contraint le bassiste à reprendre malgré lui le leadership du groupe, au grand dam des autres musiciens. Durant ces séances, les tensions montent et une dispute éclate, devant les caméras, entre Paul McCartney et George Harrison. Le 10 janvier, Harrison claque la porte. Ce n'est qu'après six jours de négociations, au terme d'une discussion chez Ringo Starr, que le guitariste accepte de revenir, à condition de ne plus aboutir sur un concert télévisé. Son retour s'effectue en compagnie d'une connaissance rencontrée à l'époque de leurs séjours à Hambourg, le pianiste Billy Preston. De plus, les studios Twickenham sont jugés froids et inadaptés pour la suite de l'enregistrement, et les Beatles investissent leurs propres locaux d'Apple Corps, à Savile Row, à partir du 20 janvier 1969,.

#### Savile Row

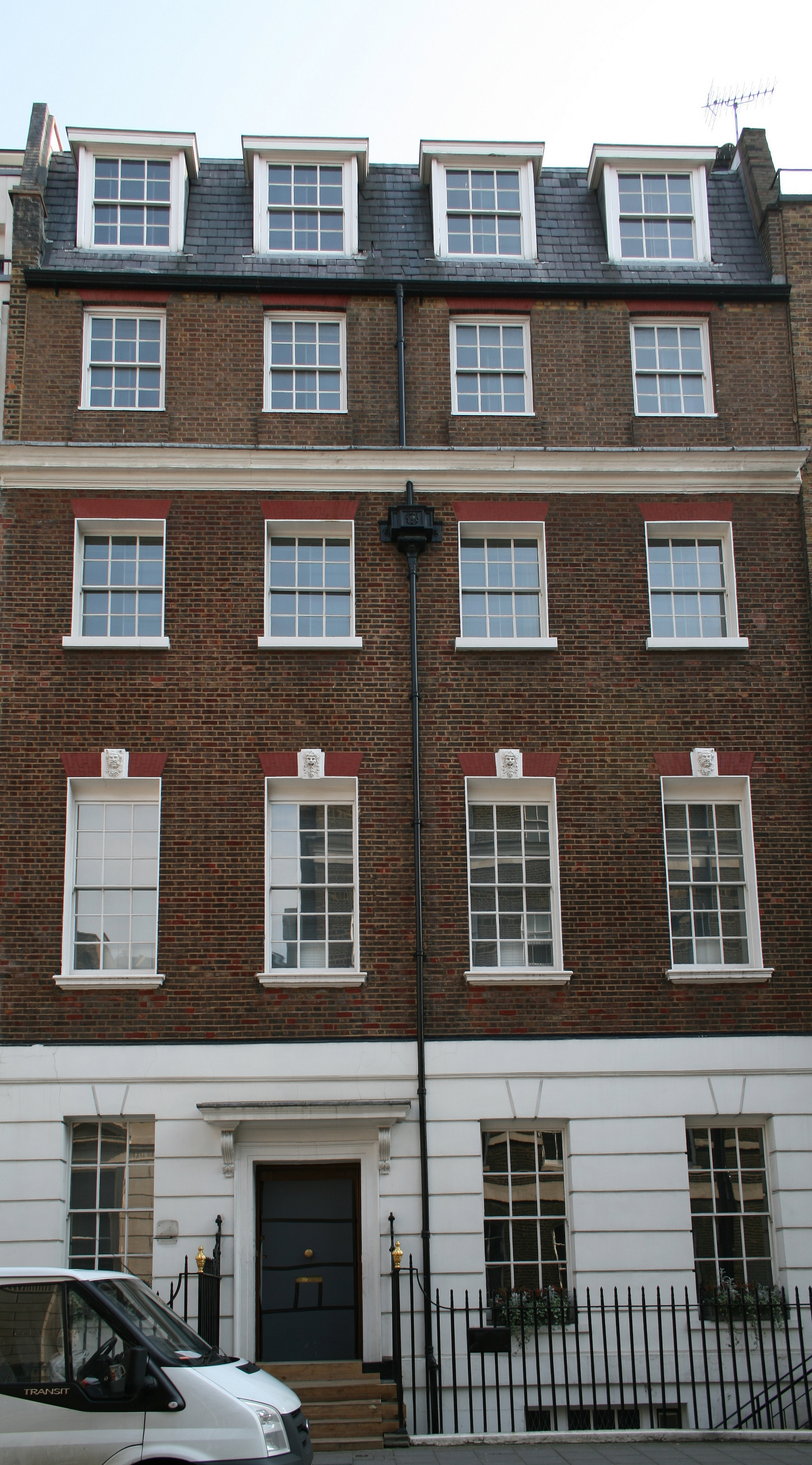
Les enregistrements du 26 et 31 janvier 1969 sont effectués dans les studios d'Apple Corps à Savile Row.

Les Beatles doivent toutefois faire face à plusieurs problèmes techniques. En effet, bien que les studios aient été aménagés par un proche du groupe, Alexis Mardas dit Magic Alex, promu à la tête de la division électronique d'Apple Corps et qui s'avérera être un véritable charlatan, les travaux accomplis sont pire que bâclés. Ainsi, alors qu'il a prétendu construire le premier 72-pistes de l'histoire, il n'a notamment fait que disposer seize baffles autour du studio, tandis que la console de mixage ouvragée au marteau est de très mauvaise qualité, que rien n'a été prévu pour le câblage, et que le chauffage central doit être coupé au moment des répétitions pour ne pas polluer l'enregistrement. Après avoir emprunté deux tables de mixage quatre pistes à EMI Group reliées au magnétophone huit pistes de George Harrison et refait le câblage, l'enregistrement peut débuter en compagnie de Glyn Johns et Alan Parsons, qui officient en tant qu'ingénieurs du son. Les problèmes du studio de Savile Row réglés, les Beatles reprennent les répétitions, le tournage et les enregistrements en compagnie du claviériste Billy Preston. George Harrison explique que la présence d'un musicien extérieur pousse les membres à bien se comporter entre eux, et Preston atténue significativement ainsi les tensions au sein du groupe et le rajout d'un cinquième musicien permet d'affiner les arrangements.
Les premières prises de The Long and Winding Road ont lieu le 26 janvier 1969. Paul McCartney est au piano, George Harrison à la guitare, Ringo Starr est à la batterie, tandis que John Lennon est à la guitare basse. Billy Preston joue quant à lui du piano électrique et de l'orgue. Depuis le début de ce mois, chaque musicien utilise de nouveaux instruments en plus son matériel habituel. McCartney joue sur un piano à queue Blüthner, Harrison reçoit une Fender Telecaster, tandis que Starr inaugure son nouveau kit de batterie Ludwig. Lennon, qui n'est pas bassiste, enregistre sur une basse à six cordes. Outre les quatre Beatles, le studio accueille plusieurs membres de l'équipe de tournage ainsi que Yoko Ono, assise à côté de son compagnon. Le 31 janvier, sept autres prises sont réalisées. La veille, le groupe effectue sa dernière prestation en public, en jouant un concert privé sur le toit des studios d'Apple Corps. Le résultat final de l'enregistrement convient à McCartney, mais les trois autres musiciens ne sont pas du même avis. Lennon commet quelques erreurs et fausses notes à la basse en raison de son manque de pratique, mais McCartney ne réenregistre pas ses parties, bien qu'il l'ait un temps envisagé.

#### Abandon du projet
L’enregistrement de ces séances étant terminé, les Beatles confient l'ensemble des bandes à Glyn Johns. Un premier mixage audio est effectué le 10 mars 1969 aux Olympic Sound Studios. De son travail qui se poursuit jusqu'à la fin mai, est issu le single Get Back/Don't Let Me Down, publié le 11 avril 1969, et une ébauche d'album intitulé Get Back. Cependant, le groupe ne croit plus que ce projet est réalisable dans son ensemble. « Il y avait vingt-neuf heures (sic) de bandes. C'était comme un film, trop de bandes. Vingt prises de tout parce qu'on répétait et qu'on enregistrait tout. Personne n'a osé s'y coller » remarque John Lennon. Les équipes techniques ne se montrent guère plus efficaces puisque le rôle du producteur George Martin se veut minimal et Glyn Johns est incertain s'il est le producteur de facto ou simplement l'ingénieur de son. Ses trois tentatives de mixer ces bandes pour en faire un album convenable pour le groupe n’aboutissent pas.
Les Beatles souhaitent alors enregistrer un dernier album, à la production plus sophistiquée. En effet, Paul McCartney ne souhaite pas terminer la carrière du groupe sur un échec et réussit à remotiver l'ensemble de l'équipe, dont George Martin et Geoff Emerick (qui avait claqué la porte durant les séances de l'Album blanc), pour commencer l'enregistrement de l'album Abbey Road dont l'essentiel est réalisé en juillet-août 1969. Les enregistrements réalisés à Savile Row, dont ceux de The Long and Winding Road, sont mis de côté afin de se concentrer sur le nouveau projet. Le 20 août 1969, les Beatles sont réunis une dernière fois en studio pour ajouter les dernières finitions de la chanson I Want You (She's So Heavy), et un mois plus tard, Lennon annonce à ses camarades son départ définitif du groupe,. Le nouveau manager des Beatles Allen Klein, engagé par Lennon, Harrison et Starr mais avec qui McCartney a refusé de signer, convainc les membres du groupe, et Lennon en particulier, de garder secrète la nouvelle de cette séparation de facto, compte tenu notamment de la renégociation en cours du contrat de distribution avec Capitol Records,.

### Reprise par Phil Spector

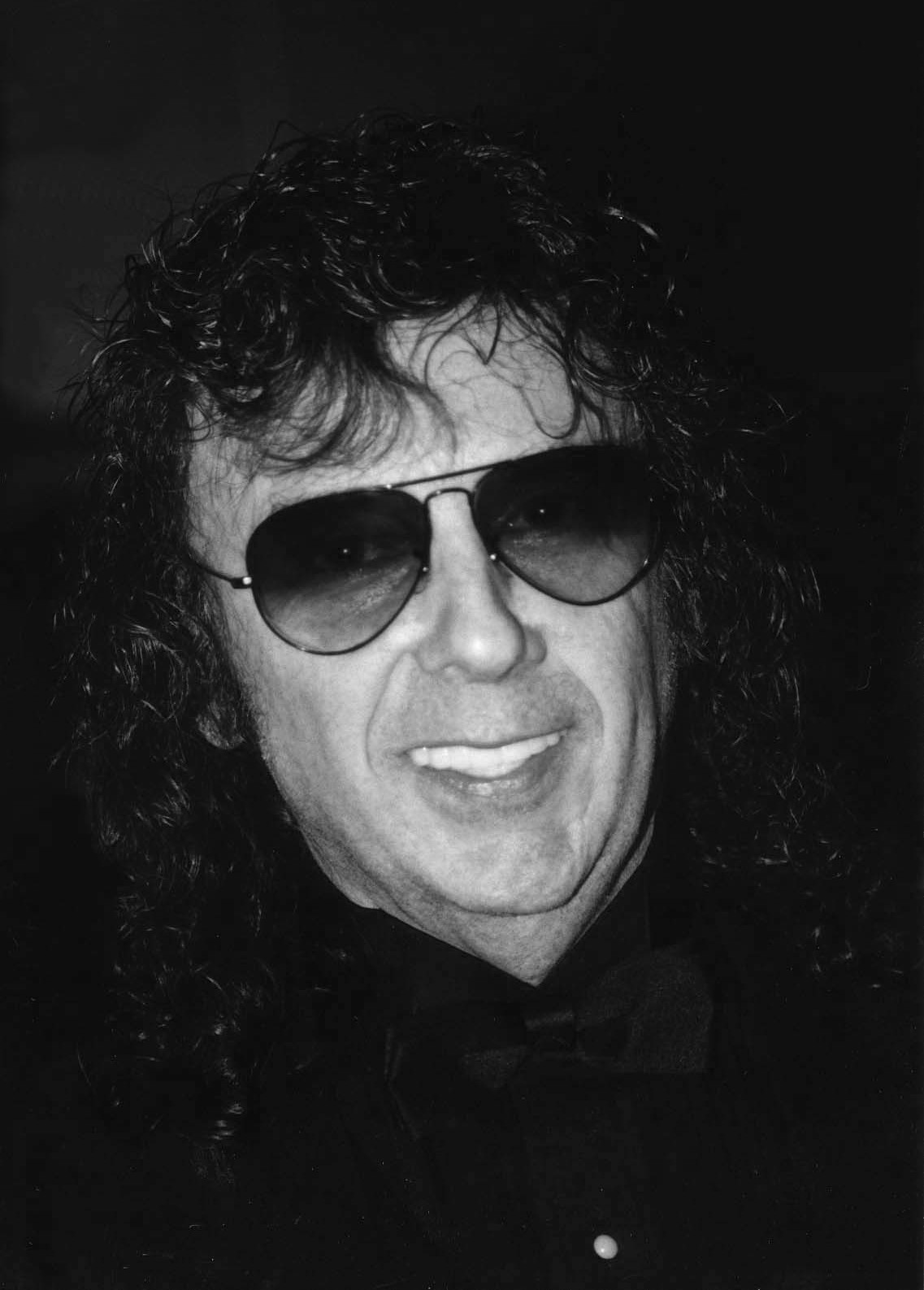
Phil Spector finalise l'enregistrement de The Long and Winding Road en avril 1970.

En mars 1970, les bandes enregistrées quatorze mois plus tôt sont confiées par Allen Klein au producteur américain Phil Spector, avec l'accord de John Lennon et George Harrison, tandis que Paul McCartney n'est pas consulté. Spector est chargé de les mixer à Abbey Road, dans ce qui se nomme encore les Studios EMI, afin de proposer au public un dernier album original du groupe qui vient de se séparer bien que ceci reste secret. Il se met au travail à partir du 23 mars, et celui-ci ne consiste sur la majorité des chansons qu'à réaliser des remixes avec la particularité d'appliquer quasi systématiquement de l'écho. Finalement, la grande séance d'overdubs n'est effectuée que sur trois chansons dans le vaste studio no 3, le mercredi 1er avril 1970 : Across the Universe de Lennon, I Me Mine de Harrison, et The Long And Winding Road,. Spector s'attaque à la chanson de Paul McCartney sur les prises 17 à 19 enregistrées le 31 janvier 1969. Les overdubs sont effectués sur la prise 18, en y ajoutant des violons, des guitares, des trompettes, des trombones, de la harpe, et un chœur formé de quatorze voix féminines. L'orchestre, composé de trente-huit musiciens, est dirigé par Richard Anthony Hewson. Spector entend ainsi appliquer sa technique du « mur de son », dont l'utilisation est en contradiction avec le concept voulu par McCartney sur les chansons du projet Get Back.
Ringo Starr, seul Beatle présent, enregistre des overdubs de batterie, tandis que le solo d'orgue Hammond de Billy Preston sur le second pont est retiré au profit d'un passage instrumental de violons et chœurs féminins. Brian Gibson, ingénieur du son lors de ces enregistrements, raconte « Phil Spector voulait absolument ajouter un orchestre et des chœurs mais il n'y avait pas assez de pistes disponibles sur la bande, alors il a effacé une des deux pistes de chant de Paul McCartney afin de pouvoir y placer l'orchestre ». Geoff Emerick, ingénieur du son attitré des Beatles aux studios Abbey Road jusqu'à l'Album Blanc, assiste à la séance sur la demande d'Allen Klein. Emerick constate avec effroi que Spector change les accords de la chanson et demande à ajouter « plus d'écho » en hurlant à travers le studio. « Je n'en croyais pas mes oreilles. Spector ne se contentait pas de remixer la musique des Beatles, il la modifiait », déclare t-il. Les musiciens présents sont également outrés par son attitude, si bien qu'ils refusent de jouer davantage alors que l'enregistrement se termine,. Alors que Spector hurle une nouvelle fois à travers la pièce, Ringo Starr l'empoigne et lui demande de sortir pour avoir une conversation en privé. Une fois les deux hommes revenus, Spector se calme et l'enregistrement peut se terminer dans des conditions convenables.
Le lendemain, Spector envoie une maquette de l’album Let It Be à chacun des quatre Beatles, accompagné d'une lettre dans laquelle il déclare : « S'il y a quelque chose qui peut être fait sur cet album, faites-le savoir et je serai ravi de vous aider ». Les quatre musiciens doivent valider son travail en lui répondant par télégramme. Cependant, le 9 avril, Paul McCartney écoute l'ensemble du travail effectué par Spector, et sa découverte des ajouts effectués sur The Long and Winding Road le met en colère. Cet événement précipite sa décision de rompre le secret et d'annoncer la séparation du groupe (effective, en fait, depuis le départ de John Lennon fin septembre 1969), qu'il officialise le 10 avril 1970 dans un communiqué de presse accompagnant les pressages promotionnels de son premier album solo. Le traitement de sa chanson est d'ailleurs une des six raisons qu'il évoque lorsqu'il attaque ses partenaires en justice en décembre 1970 dans le but d'obtenir la dissolution juridique des Beatles,.
Dans une interview diffusée le 25 octobre 2008 sur BBC2, Phil Spector donne sa version des faits : « The Long and Winding Road était un enregistrement terriblement mauvais quand je l’ai entendu pour la première fois. John jouait de la basse avec des fausses notes partout. Il n’y avait pas de caisse claire dessus. J’ai dû demander à Ringo d’en jouer. C’était vraiment horrible. Paul chantait comme s’il n’y croyait pas, comme s’il s’en moquait. John n’aimait pas ce titre. C’est pourquoi il jouait de la basse. Et il ne connaissait pas les changements d’accords, donc il les devinait. C’était une véritable farce et j’ai dû faire tout ce que je pouvais pour masquer toutes ces erreurs. » Cependant, le documentaire de Peter Jackson, The Beatles : Get Back, montre que ces paroles de Phil Spector ne reflètent pas la réalité. Le groupe répète de nombreuses fois la chanson, tout au long du mois de janvier 1969, et se trouve particulièrement au point, John Lennon compris,  Billy Preston à l'œuvre à l'orgue, quand elle est enregistrée le 31 janvier ; personne n'ayant l'air de « s'en moquer » ou de « ne pas y croire ».  En prison pour meurtre depuis 2009 (dix-neuf ans incompressibles), Spector a aussi persiflé : « Paul n'a eu aucun problème à aller chercher l'Oscar pour la bande originale du film Let it Be, pas plus qu'il n'en a eu pour utiliser mes arrangements de cordes, de cuivres et de chœurs durant vingt-cinq années de tournées en solo »,. C'est pourtant Quincy Jones, le chef d'orchestre de la soirée, qui réceptionne la statuette pour le compte des Beatles en 1971, ces derniers ayant refusé d'assister à la cérémonie.

## Caractéristiques artistiques

### Musique

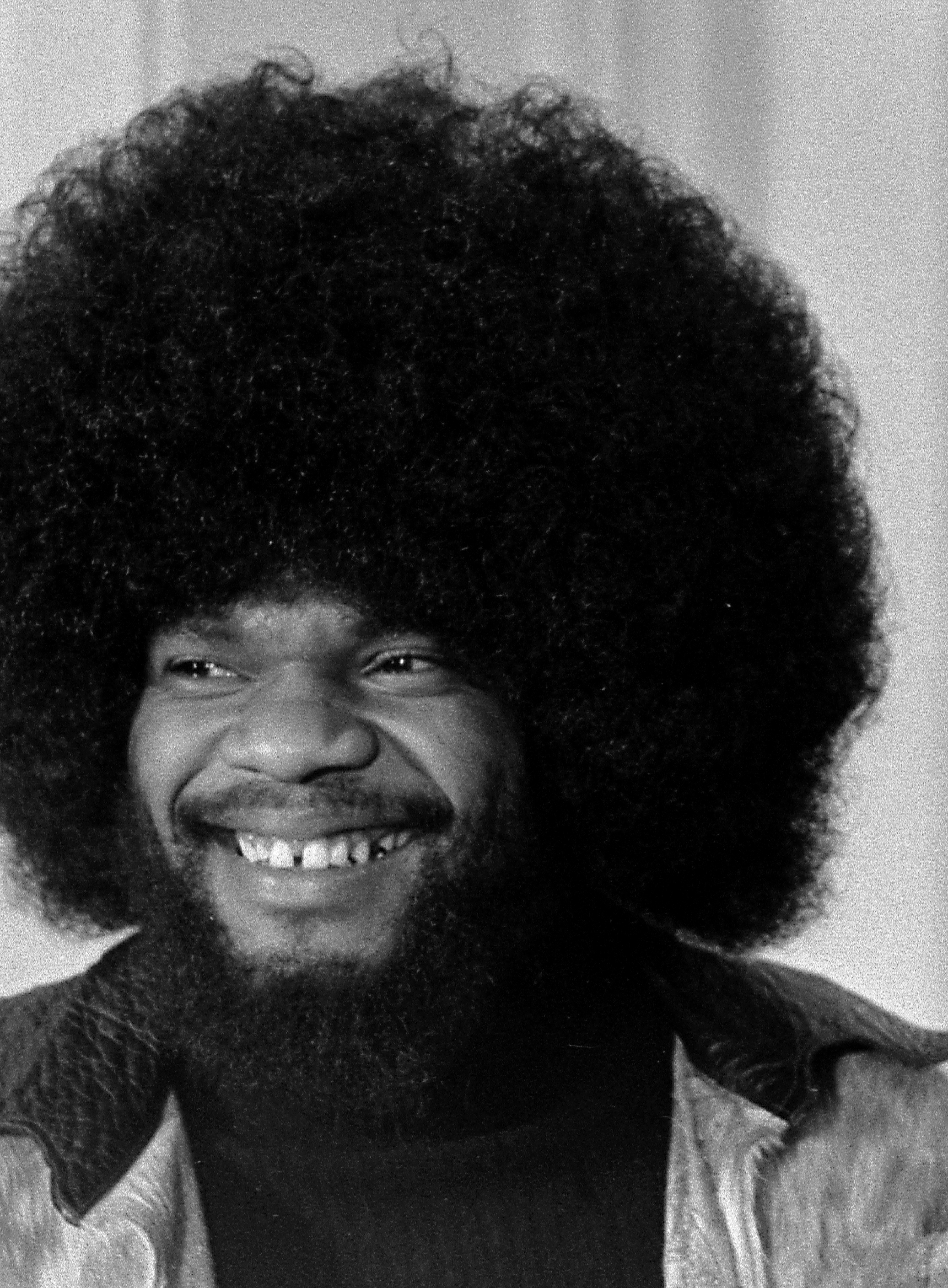
Le claviériste Billy Preston effectue un solo d'orgue Hammond sur le deuxième pont de The Long and Winding Road.

Paul McCartney lance la chanson seul sur la première phrase, puis les musiciens entrent sur un si bémol après le mot road. Comme l'explique le musicologue Alan W. Pollack, « la clé principale est la gamme de mi bémol majeur, mais la partie couplet tire dans la direction de la clé relative de do mineur ». Dans la version originale du 31 janvier 1969 présente sur l'album Let It Be… Naked, Paul McCartney est au piano et au chant, George Harrison égrène les accords, sa guitare passée au flanger ; la basse jouée par John Lennon n'appuie que sur les toniques (si bémol, mi bémol, sol dièse, sol, do, fa, si bémol, mi bémol) et la batterie de Ringo Starr est particulièrement discrète. Le batteur a dû réenregistrer ses parties lors de la séance d'overdubs dirigées le 1er avril 1970 par Phil Spector. Le deuxième pont est agrémenté d'un solo d'orgue Hammond de Billy Preston. Celui-ci, comme la guitare de Harrison, disparaissent dans la version de Spector, surchargée en chœurs féminins, en cuivres et en cordes qui développent leur propre mélodie sur le pont de la chanson. 
Concernant sa structure harmonique, Allan W. Pollack remarque que « les accords diatoniques qui apparaissent sur les six premiers degrés de la gamme majeure sont utilisés dans cette chanson. De nombreux exemples d'accord étendus (c'est-à-dire des neuvièmes, des onzièmes, etc.) peuvent être trouvés ici, rappelant la tendance quelque peu jazzy alors en vigueur. L'exemple le plus distinctif est peut-être l'accord V7#9/11 sur la troisième mesure, qui sonne comme un triade en sol dièse superposé à l'accord de si bémol ».

### Paroles
Selon Paul McCartney, The Long and Winding Road « est une chanson triste puisqu'elle parle de l'inaccessible, la porte que vous n'arrivez pas à atteindre. C'est la route dont vous ne voyez pas la fin ». Elle commence par les paroles suivantes : « La route longue et sinueuse qui mène à ta porte ne disparaîtra jamais, je l'avais déjà vue, et elle me ramène toujours là, à ta porte ». Son texte évoque une nuit sauvage et venteuse balayée par la pluie, qui a laissé une mare de larmes. « J'ai pleuré tant de fois, je me suis retrouvé si souvent seul et tu ne sauras jamais, toutes les fois où j'ai essayé » chante-t-il, « ne me laisse pas là en plan, ne me fais pas attendre, amène-moi à ta porte ».
« Tout comme Yesterday, The Long and Winding Road évoque le sentiment d'une grande perte sans décrire une situation spécifique » selon Steve Turner dans son ouvrage L'Intégrale Beatles : les secrets de toutes leurs chansons. « L'image du vent et de la pluie suggère l'impression d'être abandonné dans un endroit désert, tandis que la longue route sinueuse qui mène à sa porte est le symbole de l'espoir ».
Pour sa part, John Lennon a commenté : « Ça c'est du Paul. Il a eu une petite fulgurance juste avant notre séparation. Je pense que le choc Yoko Ono, et tout ce qui se passait, lui ont donné une poussée créative pour les chansons Let It Be et The Long and Winding Road, parce que c'était pour lui le dernier soupir. »

### Interprètes et équipe technique

#### Enregistrement des 26 et31 janvier 1969[L 10]
- Paul McCartney: chant, piano
- John Lennon: basse six cordes
- George Harrison: guitare électrique
- Ringo Starr: batterie
- Billy Preston: piano électrique Fender Rhodes, orgue Hammond

##### Production
- George Martin et Glyn Johns

#### Enregistrement du1eravril 1970[L 7]
- Ringo Starr: batterie
- Orchestre de 18 violons, 4 altos, 4 violoncelles, 3 trompettes, 3 trombones, harpe, 2 guitares
- The Mike Sammes Singers: chorale de 14 chanteuses

##### Production
- Richard Anthony Hewson: arrangements orchestraux
- John Barham: arrangements des chœurs
- Phil Spector: production

## Parution et réception

### Sortie et succès contrasté
Le 14 avril 1970, Paul McCartney envoie une lettre rageuse en quatre points adressée à Allen Klein : « À l'avenir, personne ne sera autorisé à ajouter ou à supprimer quoi que ce soit des enregistrements de mes chansons sans mon autorisation » sont les premiers mots de ce courrier, dans lequel il tente de faire modifier The Long and Winding Road avant sa sortie. Il demande que les chœurs, cordes, cuivres soient atténués, le jeu de harpe retiré, que les accords de piano originaux et son chant soient valorisés, ainsi que d'une manière générale, l'instrumentation des Beatles. La lettre se conclut par « Ne refaites plus jamais ça ! »,. La production de l'album étant trop avancée, Klein ne tient pas compte des protestations de McCartney. La chanson est donc publiée avec les arrangements de Phil Spector sur l'album Let It Be, qui paraît le 8 mai 1970 au Royaume-Uni et le 18 mai aux États-Unis sous le label Apple. Elle est également éditée en single outre Atlantique le 11 mai, en format 45 tours, avec For You Blue en face B. Le 13 juin 1970, The Long and Winding Road atteint la première place au Billboard Hot 100 et l'occupe durant deux semaines d'affilée,. Il s'agit du vingtième et dernier single no 1 des Beatles dans ce classement sur une période de six années, depuis I Want to Hold Your Hand en février 1964. 
Le succès est également au rendez-vous hors des États-Unis, puisque plus d'un million deux cents mille copies du single sont vendues dans le monde les deux premiers jours de sa commercialisation. En Europe, la chanson occupe la huitième place des classements musicaux en Belgique et en Suisse,. Elle a davantage de succès au Canada et en Nouvelle-Zélande, où elle se hisse respectivement en première et troisième position,. Bien que la chanson ne sorte pas en single au Royaume-Uni, le pays d'origine des Beatles, l'album Let It Be y obtient un succès important, où il demeure trois semaines en tête des classements britanniques.
En 1971, lorsque McCartney attaque en justice les trois autres Beatles, Ringo Starr défend le groupe et Allen Klein en rappelant que Phil Spector a envoyé une maquette de l'album avant sa sortie et demandé un retour de chaque musicien une fois l'enregistrement terminé. Le batteur précise qu'il a eu une conversation téléphonique avec McCartney, lui demandant « s'il aimait l'album », ce à quoi le bassiste lui a répondu « oui, c'est ok ». Starr souligne que McCartney a subitement changé d'avis sur la chanson « dans les deux semaines qui ont suivi ». John Lennon se montre particulièrement satisfait du travail de Spector sur cette chanson comme sur l'album en général : « On lui a refilé le truc le plus minable, un tas de boue mal enregistré, sans aucun feeling, et il en a tiré quelque chose. Il a fait un super boulot ». George Harrison et Ringo Starr louent également le travail de Spector. 
George Martin, qui était présent à la production au départ du projet, avant d'être écarté des crédits de l'album au profit de Spector (il demandera sans succès à EMI qu'il soit précisé : « Produit » par George Martin, « sur-produit » par Phil Spector), est pour sa part du même avis que Paul McCartney. Il estime que les ajouts de Spector sont revenus à « ramener les disques des Beatles au niveau du prêt-à-porter […] C'est faire sonner leurs disques comme ceux des autres ». Cette longue bataille artistique qui se poursuit devant les tribunaux, conduit à la séparation juridique du groupe en décembre 1974, après près de quatre années de procédure. The Long and Winding Road est régulièrement considérée comme une épitaphe au groupe qui a précipité sa fin,. Cependant, le succès de la chanson ne faiblit pas dans les années qui suivent puisque le 17 février 1999, la Recording Industry Association of America lui décerne un disque de platine, avec un million d'unités vendues aux États-Unis.

### Accueil critique

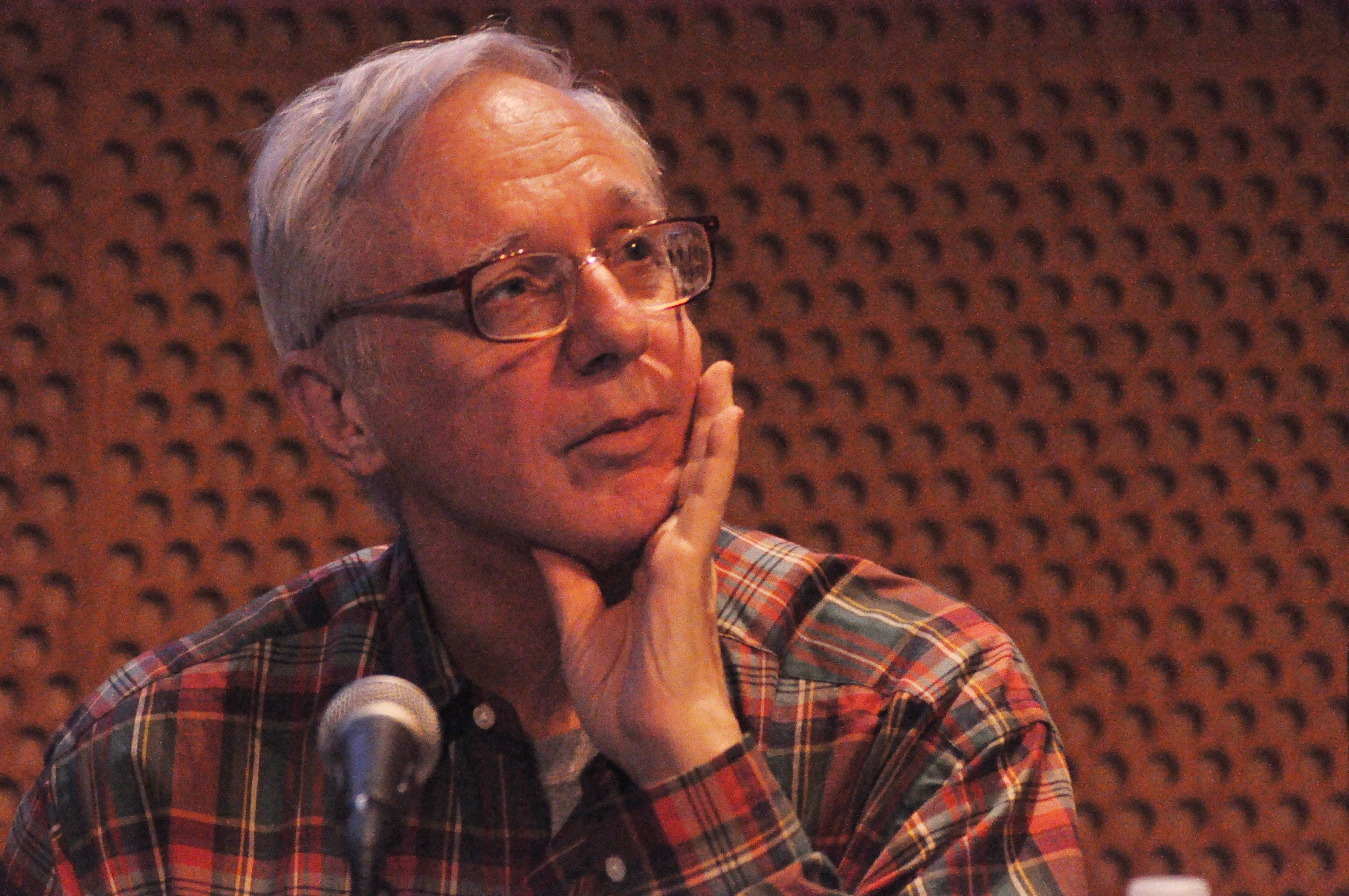
Robert Christgau fait partie des critiques qui n'apprécient pas les arrangements de Phil Spector sur The Long and Winding Road.

L'accueil critique réservé à Let It Be est mitigé dans son ensemble, la production étant jugée en deçà des albums précédents du groupe. Ainsi, dans sa chronique du disque au moment de sa sortie, John Mendelsohn devise dans Rolling Stone sur la promesse non tenue d'un album « plein de joyaux non polis [...] C'était trop beau pour être vrai. Manifestement, il n'a pas été possible de juste laisser aller (somebody apparently just couldn’t Let It Be), et en conséquence, la charge a été confiée à leur nouvel ami Phil Spector ». Il écrit à propos de The Long and Winding Road : « Il l'a rendue pratiquement inaudible avec des cordes affreusement écœurantes et un chœur ridicule qui ne font qu'accentuer l'apathie de la voix de Paul et le potentiel qu'a la chanson pour d'autres mutilations aux mains des innombrables marchands de soupe qui vont sans aucun doute s'empiler les uns sur les autres dans leur hâte à la reprendre. C'est un chapitre un peu moins important de l'histoire en cours de Paul McCartney en tant qu'auteur romantique facile, et la chanson aurait peut-être finalement commencé à devenir charmante et sans prétention, si Spector ne s'était pas senti obligé de transformer une prise apparemment précoce en une extravagante bouillie oppressante. Bien sûr, il essayait juste d'aider... ».
Le critique musical Richie Unterberger, estime « cela a transformé une chanson à l'origine digne et majestueuse en une bouillie orchestrale trop grandiose, avec plus de sucreries que tout ce que les Beatles avaient jamais publié (sauf peut-être pour Good Night, dans lequel l'orchestration était évidemment ironique) ». Dans sa chronique des 100 plus grandes chansons des Beatles, le magazine Rolling Stone note : « plusieurs mois après avoir enregistré cette poignante balade au piano, Paul McCartney a eu une rude surprise : le producteur Phil Spector, à qui John Lennon avait confié les bandes, a retravaillé sa prise, ajoutant des couches de cordes et de chœurs. « Ce fut une insulte pour Paul » s'est souvenu l'ingénieur du son Geoff Emerick. « C'était sa chanson, quelqu'un l'a sortie de sa boite, et a commencé à mettre des overdubs dessus sans sa permission. » C'en était trop pour Paul qui a alors sorti son premier album solo avec un communiqué annonçant la fin des Beatles ».
De son côté, le critique musical Robert Christgau attribue un A- à Let It Be, ce qui correspond à un « très bon album » selon ses critères. Il juge cependant The Long and Winding Road comme « une erreur noyée dans une coulée de neige fondue de cordes », faisant référence aux arrangements de Phil Spector, mais reconnaît que « les meilleurs peuvent fléchir », en vantant les qualités du reste de l'album. En 2003, lors de la sortie de Let It Be… Naked, Robert Levine note dans le New York Times que The Long and Winding Road est sans doute la chanson où les différences sont les plus notables entre les versions « orchestrée » et « dépouillée » : « Les chansons semblent incomplètes, en quelque sorte, elles sonnent faux. Bien sûr, elles ne semblent étranges que parce que les versions de M. Spector sont tellement familières : nous les entendons depuis 33 ans ! Pour Sir Paul, l'album sorti en 1970 est celui qui sonne faux. On ne peut s'empêcher de se demander laquelle des deux versions est la « bonne » ».
Bien que la production de Spector soit décriée par plusieurs journalistes de l'époque, certaines critiques contemporaines se montrent plus conciliantes envers la version orchestrée de The Long and Winding Road. C'est le cas de la revue du site Classic Rock Review, qui décrit la chanson comme une « ballade mature et philosophique au piano ». Enfin, Sputnik Music loue particulièrement le travail de Spector et sa technique du mur de son. Le site web reconnaît que « les arrangements orchestraux sont présents de toutes leurs forces » et que « les cuivres et les cordes sont joliment placés pour accentuer la profondeur de la tendre ballade de McCartney [...] le travail des chœurs poussant la chanson à son plus haut niveau ». Il en va de même pour François Gorin pour Télérama, dont la chronique commence par « J'exige mon Long and Winding Road comme je l'ai connu : boursouflé, ronflant de cuivres, ruisselant de cordes et dégoulinant de chœurs. Pas de version déspectorisée pour moi, merci. Je suis passé par assez de sentiments contradictoires avec ce truc pour ne pas assumer le sombre engouement juvénile qui en fit quelque chose... ».

### Postérité et reprises
The Long and Winding Road figure sur les compilations The Beatles 1967-1970 (1973), et 1 (2000) dans la version Spector, ainsi que sur Anthology 3 (1996) où l'on peut entendre l'enregistrement live du 26 janvier 1969. À ce propos, dans le livre Anthology publié en 2000, Paul McCartney remarque : « J'ai récemment réécouté la version Spector : c'était horrible. Je préfère le son d'origine que l'on peut entendre sur Anthology 3 ». En 2002, après une discussion avec Michael Lindsay-Hogg, réalisateur du film Let It Be, McCartney souhaite réaliser une version remixée de l'album paru en 1970, en s'aidant des technologies d'enregistrements modernes. Il fait engager Paul Hicks et Guy Massey, assistés d'Allan House des studios Abbey Road, qui récupèrent les bandes de The Long and Winding Road datant du 31 janvier 1969. Les trois techniciens remixent la chanson en supprimant tous les arrangements orchestraux de Spector selon les souhaits du bassiste. L'album Let It Be… Naked est publié le 17 novembre 2003 et propose une version épurée de The Long and Winding Road, mettant davantage en avant le chant et le jeu au piano de McCartney,,. Le solo d'orgue Hammond de Billy Preston sur le deuxième pont de la chanson est conservé. À sa sortie, Glyn Johns ne manque pas d'insister : « Ma bonne version de la chanson Get Back a été rapidement publiée en single, il en a été de même pour mon mixage du titre Let it Be, avant que Phil Spector ne vomisse sur tout l'album, et je tiens à être cité pour avoir dit ça. Si vous écoutez The Long and Winding Road sans toute cette bouillie, elle est juste fabuleuse comme ça ». Quant à Ringo Starr, son avis a évolué en l'espace de trois décennies : « Paul a toujours été totalement opposé à Phil. Je l'ai eu au téléphone et je lui ai dit « Tu as encore foutrement raison. Ça sonne super sans Phil ». Maintenant, on va devoir se le coltiner à l'entendre répéter : je vous l'avais bien dit ! ». 

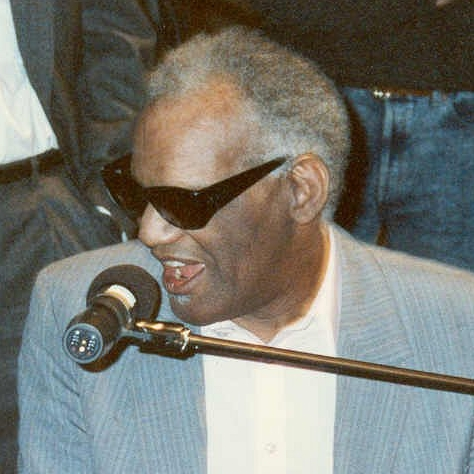
Ray Charles, qui a fortement inspiré Paul McCartney lors de la composition de The Long and Winding Road, publie sa propre version en 1971.

Des images et enregistrements inédits de The Long and Winding Road figurent dans le documentaire musical The Beatles: Get Back de Peter Jackson, sorti en novembre 2021 sur Disney+. 
Paul McCartney interprète à de nombreuses reprises The Long and Winding Road au cours de sa carrière solo. La chanson figure notamment dans la liste des titres interprétés sur cinq de ses albums live entre 1990 et 2019,,,,. Par ailleurs, The Long and Winding Road est reprise en studio par de nombreux artistes internationaux. Ray Charles, qui a inspiré McCartney lors de l'écriture du morceau, reprend sa propre version en 1971 sur son album Volcanic Action of My Soul. Le célèbre chanteur de jazz avoue « avoir pleuré » la première fois qu'il a entendu la chanson et l'honneur qu'il a ressenti lorsque McCartney a avoué les origines de son inspiration. Will Young reprend également le morceau, qu'il interprète avec Gareth Gates sur son premier album From Now On en 2002. La même année, George Michael publie de son côté le single Freeek!, accompagné d'une reprise de The Long and Winding Road. Michael choisit la version interprétée au Royal Albert Hall en 1999 lors du concert hommage à Linda McCartney, morte d'un cancer du sein l'année précédente, Le chanteur britannique, dont le précédent concert remonte à trois ans, explique que la mort de sa mère des mêmes causes que l'épouse de McCartney l'a poussé à remonter sur scène. Enfin, Elton John et Prince jouent la chanson en duo lors d'un concert de celui-ci en 2007.

## Classements et certification
| Classement                             | Meilleure position |
| -------------------------------------- | ------------------ |
| États-Unis (Hot 100)                   | 1                  |
| Australie (ARIA)                       | 7                  |
| Allemagne (Media Control AG)           | 26                 |
| Belgique (Flandre Ultratop 50 Singles) | 8                  |
| France (CIDD)                          | 23                 |
| Pays-Bas (Single Top 100)              | 11                 |
| Nouvelle-Zélande (RMNZ)                | 3                  |
| Suisse (Schweizer Hitparade)           | 8                  |

| Pays       | Compagnie | Certification |
| ---------- | --------- | ------------- |
| États-Unis | RIAA      | Platine       |

### Note
1. ↑  Concernant Across the Universe, la chanson overdubée avec orchestre le 1er avril 1970 provient en fait des bandes enregistrées les 4 et 8 février 1968 par John Lennon et non pas des répétitions de janvier 1969 aux Twickenham Film Studios.

### Ouvrages
- (fr) The Beatles, The Beatles Anthology : Par les Beatles, San Francisco: Chronicle Books, 2000, 370 p. (ISBN 0-8118-2684-8)

1. ↑  The Beatles 2000, p. 256-257
2. 1 2 3 4 5 6  The Beatles 2000, p. 323
3. ↑  The Beatles 2000, p. 347-348
4. 1 2 3  The Beatles 2000, p. 350

- (en) Peter Doggett, You Never Give Me Your Money : The Beatles After the Breakup, Harper Studios, 2010, 390 p. (ISBN 978-1-847920744)

1. ↑  Peter Doggett 2010, p. 120-121, 130, 132
2. 1 2  Peter Doggett 2010, p. 123

- (fr) Geoff Emerick et Howard Massey, En Studio Avec Les Beatles, Le mot et le reste, 2016, 488 p. (ISBN 978-2-36054-145-4)

1. ↑  Emerick et Massey 2016, p. 411
2. 1 2 3  Emerick et Massey 2016, p. 413
3. ↑  Emerick et Massey 2016, p. 415

- (fr) Jean-Michel Guesdon et Philippe Margotin, Les Beatles la totale : Les 211 chansons expliquées, Éditions du Chêne, 2013, 672 p. (ISBN 978-2-85120-833-0)

1. 1 2 3 4  Guesdon et Margotin 2013, p. 634
2. 1 2  Guesdon et Margotin 2013, p. 610
3. 1 2 3 4 5  Guesdon et Margotin 2013, p. 636
4. 1 2  Guesdon et Margotin 2013, p. 613
5. 1 2  Guesdon et Margotin 2013, p. 550

- (fr) Mark Herstgaard, Abbey Road : l'Art des Beatles, Stock, 1995, 498 p. (ISBN 2-234-04480-4)

1. ↑  Mark Herstgaard 1995, p. 294
2. ↑  Mark Herstgaard 1995, p. 329
3. ↑  Mark Herstgaard 1995, p. 328

- (fr) Daniel Ichbiah, Et Dieu créa les Beatles, Les Cahiers de l'Info, 2009, 293 p. (ISBN 978-2-9166-2850-9)

1. ↑  Daniel Ichbiah 2009, p. 173
2. ↑  Daniel Ichbiah 2009, p. 174
3. ↑  Daniel Ichbiah 2009, p. 198

- (fr) The Beatles, The Beatles: Get Back, Éditions Seghers, 2021, 240 p. (ISBN 978-0-935112-96-2)

1. 1 2  The Beatles 2021, p. 76
2. 1 2  The Beatles 2021, p. 28
3. ↑  The Beatles 2021, p. 35
4. ↑  The Beatles 2021, p. 49

- (en) Mark Lewisohn, The Complete Beatles Recording Sessions - The Official Story of the Abbey Road years 1962-1970, London, Hamlyn - EMI, 1988, 204 p. (ISBN 0-600-61207-4)

1. ↑  Mark Lewisohn 1988, p. 135–138
2. ↑  Mark Lewisohn 1988, p. 135–162
3. 1 2 3  Mark Lewisohn 1988, p. 164
4. 1 2  Mark Lewisohn 1988, p. 165
5. ↑  Mark Lewisohn 1988, p. 169
6. ↑  Mark Lewisohn 1988, p. 172
7. 1 2 3 4 5  Mark Lewisohn 1988, p. 198
8. 1 2  Mark Lewisohn 1988, p. 199
9. ↑  Mark Lewisohn 1988, p. 198-199
10. ↑  Mark Lewisohn 1988, p. 170

- (en) Barry Miles, The Beatles Diary Volume 1: The Beatles Years Sessions, Omnibus Press, 2001, 834 p. (ISBN 0-7119-8308-9)

1. ↑  Barry Miles 2001, p. 333
2. 1 2  Barry Miles 2001, p. 373

- (en) Howard Sounes, Fab: An Intimate Life of Paul McCartney, HarperCollins, 2010, 634 p. (ISBN 978-0-00-723705-0)

1. 1 2 3  Howard Sounes 2010, p. 181

- (en) Keith Badman, The Beatles Diary Volume 2: After the Break-Up 1970–2001, Omnibus Press, 2001 (ISBN 978-0-7119-8307-6)

1. ↑  Keith Badman 2001, p. 23-26

- (fr) Steve Turner, L'Intégrale Beatles : les secrets de toutes leurs chansons, Hors Collection, 1999, 288 p. (ISBN 2-258-06585-2)

1. ↑  Steve Turner 1999, p. 211
2. 1 2 3  Steve Turner 1999, p. 182
3. ↑  Steve Turner 1999

### Autres références
1. 1 2 3 4  (en) Joe Goodden, « The Long and Winding Road », sur The Beatles Bible (consulté le 22 avril 2020)
2. ↑  (en) Lauren Duca, « The Long And Winding Road' Led To The Beatles' Final No. 1 Single », sur huffingtonpost.com, 2014 (consulté le 22 avril 2020)
3. ↑  (en) Mike Merritt, « Truth behind ballad that split Beatles », sur sundayherald.com, 2003 (consulté le 22 avril 2020)
4. ↑  (en) Kenneth Partridge, « The Beatles' 'Let It Be' at 45: Classic Track-by-Track Album Review », sur billboard.com, 2015 (consulté le 26 avril 2020)
5. ↑  (en) Why The Beatles split: The true story behind the break-up of the biggest band ever Mark Beaumont pour The Independent, en ligne le 10 avril 2020, consulté le 11 juillet 2020
6. ↑  (en) Joe Goodden, « Billy Preston », sur The Beatles Bible (consulté le 30 avril 2020)
7. ↑  (en) « Let It Be », sur thebeatles.com, 2020 (consulté le 22 avril 2020)
8. ↑  Documentaire The Beatles: Get Back
9. ↑  [vidéo](en) « The Long And Winding Road », sur thebeatles.com, 1969 (consulté le 28 avril 2020)
10. ↑  (en) Jordan Runtagh, « Getting Back to 'Get Back': The Long and Winding Saga of Glyn Johns' Lost Beatles Album », People,‎ 15 novembre 2021 (lire en ligne, consulté le 24 mars 2025)
11. ↑  (en) Mark Richardson, « The Beatles - Let It Be », sur pitchfork.com, 2009 (consulté le 26 avril 2020)
12. ↑  (en) Joe Goodden, « Glyn Johns compiles the second Get Back album », sur beatlesbible.com (consulté le 7 mai 2020)
13. ↑  « Biographie de John Lennon », sur universalmusic.fr (consulté le 28 avril 2020)
14. ↑  Guillaume Narduzzi, « Une lettre inédite de Lennon dévoile les secrets de la séparation des Beatles », sur lefigaro.fr, 2016 (consulté le 28 avril 2020)
15. ↑  Julien Baldacchino, « Comment le monde entier (et trois des Beatles) ont appris la séparation des Beatles, il y a 50 ans », sur franceinter.fr, 2020 (consulté le 27 avril 2020)
16. 1 2  (en) Richie Unterberger, « The Beatles - The Long and Winding Road », sur allmusic.com (consulté le 27 avril 2020)
17. ↑  (en) Arifa Akbar, « Phil spector in a rare interview », sur independent.co.uk, 2008 (consulté le 5 mai 2020)
18. ↑  « The Beatles Get Back, troisième partie, 2 h 13 minutes », sur Disney+.com, 27 novembre 2021 (consulté le 30 novembre 2021)
19. ↑  (en) Alan Duke, « Phil Spector gets 19 years to life for murder of actress », sur edition.cnn.com (consulté le 5 mai 2020)
20. ↑  (en) Merrell Noden, Mojo Special Limited Edition: 1000 Days of Revolution (The Beatles' Final Years – Jan 1, 1968 to Sept 27, 1970), Londres, Emap, 2003, « Extra-celestial »
21. ↑  (en) « Quincy Jones’ Memory of the Beatles Oscar Win », Witnify (consulté le 5 janvier 2020)
22. 1 2  (en) Alan W. Pollack, « Notes on "The Long And Winding Road" », sur icce.rug.nl (consulté le 7 mai 2020)
23. ↑  (en) « The Long and Winding Road by The Beatles », sur songfacts.com (consulté le 4 mai 2020)
24. 1 2 3  (en) Joe Goodden, « US single release: The Long And Winding Road », sur beatlesbible.com (consulté le 30 avril 2020)
25. ↑  (en) « The HOT 100 - Week of June 13, 1970 », sur billboard.com, 1970 (consulté le 30 avril 2020)
26. ↑  (en) « The HOT 100 - Week of June 20, 1970 », sur billboard.com, 1970 (consulté le 30 avril 2020)
27. ↑  (en) « Chart History - The Beatles », sur billboard.com (consulté le 2 mai 2020)
28. ↑  (en) « The Beatles - The Long And Winding Road », sur ultratop.be (consulté le 30 avril 2020)
29. ↑  (en) « The Beatles - The Long And Winding Road », sur swisscharts.com (consulté le 30 avril 2020)
30. ↑  (en) « RPM 100 », sur bac-lac.gc.ca (consulté le 30 avril 2020)
31. ↑  (en) « NZ Listener chart summary », sur flavourofnz.co.nz (consulté le 30 avril 2020)
32. ↑  (en) « Let It Be », sur officialcharts.com (consulté le 1er mai 2020)
33. ↑  (en) May Pang, « My lost weekend with Lennon': May Pang breaks her silence over their relationship », sur dailymail.co.uk, 2008 (consulté le 30 avril 2020)
34. 1 2  (en) « Gold & Platinum > The Long And Winding Road », sur riaa.com, 1999 (consulté le 30 avril 2020)
35. ↑  (en) John Mendelsohn, « Let It Be », sur rollingstone.com, 1970 (consulté le 7 mai 2020)
36. ↑  (en) « 100 Greatest Beatles Songs - The Long and Widing Road », sur rollingstone.com (consulté le 7 mai 2020)
37. ↑  (en) Robert Christgau, « The Grades », sur robertchristgau.com (consulté le 27 avril 2020)
38. ↑  (en) Robert Christgau, « The Beatles > Let It Be », sur robertchristgau.com (consulté le 27 avril 2020)
39. ↑  (en) Robert Levine, « Letting 'Let It Be' Be: McCartney Wins », sur nytimes.com, 2003 (consulté le 7 mai 2020)
40. ↑  (en) « Let It Be by The Beatles », sur classicrockreview.com, 2015 (consulté le 30 avril 2020)
41. ↑  (en) Athom, « The Beatles - Let It Be », sur sputnikmusic.com, 2009 (consulté le 30 avril 2020)
42. ↑  François Gorin, « Les disques rayés - The Beatles (11) », sur telerema.fr, 2012 (consulté le 30 avril 2020)
43. ↑  Livret du double CD Anthology 3, 1996, page 30
44. ↑  (en) Dominique Leone, « The Beatles - Let It Be… Naked », sur pitchfork.com, 2003 (consulté le 1er mai 2020)
45. 1 2  (en) « Let It Be… Naked », sur beatlesbible.com, 2008 (consulté le 1er mai 2020)
46. ↑  (en) Matt Hurwitz, « The Naked Truth About The Beatles' Let It BeNaked », sur mixonline.com, 2004 (consulté le 1er mai 2020)
47. ↑  (en) Rovi Staff, « The Beatles - Let It Be... Naked », sur allmusic.com (consulté le 1er mai 2020)
48. ↑  Johanna Seban, « Let It Be… Naked », sur lesinrocks.com, 2003 (consulté le 1er mai 2020)
49. 1 2  (en) Austin Sedgewick and John Harris, « The Beatles Get “Naked” », sur rollingstone.com, 2003 (consulté le 22 mai 2020)
50. ↑  Laure Narlian, « "The Beatles : Get Back" : l’incroyable machine à remonter le temps de Peter Jackson débarque sur Disney+ », sur francetvinfo.fr, 25 novembre 2021 (consulté le 16 décembre 2021)
51. ↑  (en) Stephen Thomas Erlewine, « Tripping the Live Fantastic », sur allmusic.com (consulté le 3 mai 2020)
52. ↑  (en) Stephen Thomas Erlewine, « Back in the U.S.  », sur allmusic.com (consulté le 3 mai 2020)
53. ↑  (en) « Back in the World: Live », sur allmusic.com (consulté le 3 mai 2020)
54. ↑  (en) Stephen Thomas Erlewine, « Good Evening New York City », sur allmusic.com (consulté le 3 mai 2020)
55. ↑  (en) Stephen Thomas Erlewine, « Amoeba Gig », sur allmusic.com (consulté le 3 mai 2020)
56. ↑  (en) Andrew Hamilton, « Volcanic Action of My Soul », sur allmusic.com (consulté le 3 mai 2020)
57. ↑  (en) Jon O'Brien, « From Now On », sur allmusic.com (consulté le 3 mai 2020)
58. ↑  (en) Stephen Thomas Erlewine, « Freeek! », sur allmusic.com (consulté le 3 mai 2020)
59. ↑  (en) Nick Dersio, « The Night Paul McCartney Dedicated an Emotional Concert to Linda », sur ultimateclassicrock, 2014 (consulté le 16 mai 2020)
60. ↑  à écouter sur You Tube
61. ↑  (en) « Paul McCartney leads Linda tribute », sur news.bbc.co.uk, 1999 (consulté le 16 mai 2020)
62. ↑  (en) « Little Reg Corvette: Elton John joins Prince onstage for surprise duet », sur theguardian.com, 2007 (consulté le 3 mai 2020)
63. ↑  (en) The Beatles - Chart history – Billboard. Billboard Hot 100. Prometheus Global Media. Consulté le 7 mai 2020.
64. ↑  (en) Australian-charts.com – The Beatles – The Long and Winding Road. ARIA Top 50 Singles. Hung Medien. Consulté le 7 mai 2020.
65. ↑  (de) Charts.de – The Beatles - The Long and Winding Road. GfK Entertainment. PhonoNet GmbH. Consulté le 7 mai 2020.
66. ↑  (nl) Ultratop.be – The Beatles – The Long and Winding Road. Ultratop 50. Ultratop et Hung Medien / hitparade.ch. Consulté le 7 mai 2020.
67. ↑  « TOP 100 ANNUEL 1970 », sur Charts singles Top 50 en France (consulté le 24 juillet 2022)
68. ↑  (nl) Dutchcharts.nl – The Beatles – The Long and Winding Road. Single Top 100. Hung Medien. Consulté le 7 mai 2020.
69. ↑  (en) Charts.org.nz – The Beatles – The Long and Winding Road. RMNZ. Hung Medien. Consulté le 7 mai 2020.
70. ↑  (en) Swisscharts.com – The Beatles – The Long and Winding Road. Schweizer Hitparade. Hung Medien. Consulté le 7 mai 2020.